# Sakari Puurunen
Väinö Sakari Puurunen, född 25 juli 1921 i Idensalmi, död 5 augusti 2000 i Helsingfors, var en finländsk regissör och teaterchef. 
Puurunen började sin teaterbana som skådespelare och regissör vid Ylioppilasteatteri 1945–1950, var lärare i talteknik vid Finska teaterskolan 1947–1952 och skolans prorektor 1952–1955. Han var regissör vid Finlands nationalteater 1949–1955, chef för Tammerfors teater 1955–1959, för Helsingin kansanteatteri-Työväen teatteri 1959–1965 och för Helsingfors stadsteater 1965–1970; var därefter frilansregissör bland annat vid Finlands nationalopera och chefregissör där. Han var en framstående teaterpedagog och en målmedveten regissör med förmåga till inträngande analys, kunnig även på det tekniska området. Han gav sina föreställningar en suggestiv stämning med belysningseffekter, till exempel i Walentin Chorells ödesdrama Gräset. Av hans övriga regiuppgifter kan nämnas Kaj Munks En idealist, Jean Anouilhs Lärkan och Witold Gombrowiczs Vigseln.